# Seara (Magazin)
Die Seara (deutsch Kornfeld) ist ein Magazin des Erzbistums Dili (Osttimor). Zunächst als Stimme des Bistums und der katholischen Kirche gedacht, wurde die Publikation in den 1970er Jahren eine Plattform der timoresischen Unabhängigkeitsbewegung. Daneben brachte das Blatt dem Leser die timoresische Kultur näher und war so identitätsstiftend für die timoresische Bevölkerung. Die Seara sollte ein Mittel zur Missionierung der Timoresen sein und gilt heute für die letzten Jahrzehnte der Kolonialzeit als ihr wichtigstes Dokument.

## Geschichte
Trotz 400 Jahre portugiesischer Präsenz auf Timor waren gegen Ende der Kolonialzeit gerade einmal 30 % der Einwohner Portugiesisch-Timors katholischen Glaubens.
Während der portugiesischen Diktatur war die Seara als Kirchenblatt von den allgemeinen Zensurregeln befreit. Es gab in ihr Kurse in Tetum, sie war aber auch ein Forum zum Austausch von Ideen, so über die Moral der Gewalt, dem traditionellen timoresischen Heiratsrecht oder die Ineffizienz der lokalen Wirtschaft.
Am 28. Juli 1958 wurde die erste Ausgabe der Seara veröffentlicht. Neue kamen alle ein bis zwei Monate. Erster Direktor war Pater Ezekiel Enes Pascoal, gefolgt von Leoneto Vieira do Rego. Neben christlichen Inhalten, wie Bibelversen und Mitteilungen von Kirche, Bischof oder Papst, war auch die Geschichte Osttimors Teil der Inhalte. Unter Pater Jorge Barros Duarte wurden die Inhalte der Seara ab dem 30. September 1959 kultureller, was aber zu mehr Arbeit führte. So gab es nur alle zwei bis vier Monate eine neue Ausgabe. Duarte arbeitete bis Mitte 1964 an dem Magazin. Danach schlief das Magazin ein. Hier machte sich deutlich, dass die Missionare nicht mehr versuchten, die alte timoresische Kultur zu vernichten, sondern sie als Medium für die christliche Botschaft zu nutzen (Siehe auch: Lulik und der christliche Glaube).
1966 wurde es mit Pater Jacinto António Campos als Direktor neu belebt. Chefredakteur wurde Pater José Carlos Vieira Simplicio. Nun gab es wöchentlich eine Ausgabe zu Kultur und Religion. Im Januar 1969 übernahm Pater Manuel Pinheiro Andre das Amt des Direktors. Er machte aus dem Magazin ein Nachrichtenblatt, wie die bereits existierende A Voz de Timor, die erste Tageszeitung der Kolonie.
Im August 1972 übernahm der Pater Martinho da Costa Lopes die Redaktion der Seara. Unter ihm wurde das Blatt zu einem Sprachrohr politischer Interessen der Timoresen. Unter anderem wurden hier Artikel von Marí Alkatiri, José Ramos-Horta, Nicolau Lobato, Abílio Araújo und Francisco Xavier do Amaral veröffentlicht, die später bedeutende Rollen in der Politik Osttimors haben sollten. Zum Teil hatten sie mit Unabhängigkeitsaktivisten aus den afrikanischen Kolonien Kontakt gehabt und machten sich nun zum Fürsprecher einer timoresischen Unabhängigkeit. Gerade die Artikel von Amaral und Ramos-Hortas Essay „Maubere Meu Irmão“ (deutsch Maubere mein Bruder) wurden als teilweise aufrührerisch angesehen und weckten die Aufmerksamkeit der Regierung. Unter deren Druck wurde die Seara am 24. März 1973 ohne weitere Erklärung eingestellt.
Ab 1983 gab es Pläne, die Seara neu zu beleben. 1991 wurde Pater Áureo Gusmão zum Direktor der Seara bestimmt. In dem Jahr gelang es eine Ausgabe der Seara mit Grußworten von Bischof und Papst herauszugeben. Von 1993 bis 1995 übernahm Bischof Carlos Filipe Ximenes Belo selbst den Direktorposten der Redaktion. Seitdem gibt es eine mehrköpfige Redaktion. Seit Januar 1994 wird das Magazin wieder regelmäßig herausgegeben.